# Aldridge Peak
Aldridge Peak ist ein 2290 m hoher Berggipfel auf einem Gebirgskamm zwischen dem Hearfield- und dem Trafalgar-Gletscher in den Victory Mountains des ostantarktischen Viktorialands.
Der United States Geological Survey kartierte ihn anhand geodätischer Vermessungen und mithilfe von Luftaufnahmen der United States Navy zwischen 1960 und 1962. Das Advisory Committee on Antarctic Names benannte ihn nach James A. Aldridge, Flugzeugmaschinist der Flugstaffel VX-6 der US-Navy auf der McMurdo-Station im Jahr 1967.